# José Maria Callejón
José María Callejón (Motrilla, Granada, Španjolska, 2. veljače 1987.) španjolski je nogometaš koji igra na poziciji krila. Trenutačno igra za španjolski klub Marbella.

## Klupska karijera
Izdanak nogometne škole madridskog Reala svoj prvi nastup za C momčad doživio je 2007. godine. Bio je najbolji strijelac momčadi s postignutim 21 pogotkom u 40 nastupa u Segundi Division.

### RCD Espanyol
Iz madridskog Reala odlazi u katalonsku momčad Espanyol. Prvi nastup u La Ligi doživio je 20. rujna 2008. godine. Prvi pogodak postigao je protiv Mallorce u susretu koji je završio neriješeno, 3:3. Najbolju utakmicu u dresu Espanyola imao je u pobjedi od 2:1 protiv Seville kada je postigao oba pogotka.

### Povratak u Madrid
Dana 23. svibnja 2011., vraća se u madridski Real gdje potpisuje petogodišnji ugovor vrijedan oko 5 milijuna eura.
Dana 16. srpnja, prvi je put zaigrao. Bilo je to u prijateljskoj utakmici protiv L.A. Galaxya, kad je postigao prvi pogodak u Realovoj pobjedi od 4:1.
U službenoj utakmici svoj prvijenac za Real postigao je protiv svoga bivšeg kluba Espanyola 1. listopada.

## Reprezentacija
Dana 25. ožujka 2008., postigao je pogodak za španjolsku reprezentaciju do 21 godine samo 15 minuta nakon što je ušao u igru, kao zamjena za Bojana Krkića.